# Claude Pétrissans
Pour les articles homonymes, voir Pétrissans.
Pas d'image ? Cliquez ici

a Compétitions nationales et continentales officielles uniquement.

Claude Pétrissans, né en mai 1944, est un joueur français de rugby à XV évoluant au poste de troisième ligne aile avec la Section paloise. Frère de Roland Pétrissans, il a entrainé la Section paloise et l'US Orthez.

## Biographie

### Jeunesse et formation
Claude Pétrissans obtient son certificat d'aptitude au professorat de l'enseignement du second degré en 1965. Après avoir commencé sa carrière dans la Sarthe, il rejoint Pau en 1969 et devient professeur de sport au Lycée Saint Cricq (en). Il fait ses débuts durant cette même année en équipe première à la Section paloise.

### Carrière de joueur
Claude Pétrissans effectue l'intégralité de sa carrière sous le maillot de la Section paloise, dont il devient le capitaine. Il remporte le Challenge Antoine-Béguère en 1970 face au Stade toulousain.

### Carrière d'entraîneur
Après sa carrière de joueur, il continue de s'investir dans le rugby en devenant entraîneur de la Section paloise, aux côtés de Gérard Lom, puis de Raymond Halçaren de 1980 à 1982,. Il entraîne aussi l'US Orthez.

## Après carrière
Claude Pétrissans exerce la profession de professeur de sport au Lycée Saint Cricq (en) de Pau[réf. nécessaire]. Après l'arrêt de sa carrière, il devient président du club de triathlon de Pau.

## Palmarès
- Vainqueur du Challenge Antoine-Béguère en 1970 avec la Section paloise.